# Premio Bram Stoker alla carriera
Il premio Bram Stoker alla carriera (Bram Stoker Award for Lifetime Achievement) è un premio letterario assegnato dal 1987 periodicamente a una persona il cui lavoro ha influenzato in modo sostanziale il genere horror nell'ambito del Premio Bram Stoker dalla Horror Writers Association (HWA). Questo premio viene spesso assegnato ad uno scrittore, ma può anche essere dato anche per realizzazioni influenti in altri campi creativi.

## Albo d'oro
- 1987: Fritz Leiber, Frank Belknap Long e Clifford D. Simak
- 1988: Ray Bradbury e Ronald Chetwynd-Hayes
- 1989: Robert Bloch
- 1990: Hugh B. Cave e Richard Matheson
- 1991: Gahan Wilson
- 1992: Ray Russell
- 1993: Vincent Price
- 1994: Christopher Lee
- 1995: Harlan Ellison
- 1996: Ira Levin e Forrest J. Ackerman
- 1997: William Peter Blatty e Jack Williamson
- 1998: Ramsey Campbell e Roger Corman
- 1999: Edward Gorey e Charles L. Grant
- 2000: Nigel Kneale
- 2001: John Farris
- 2002: Stephen King e Jerry Williamson
- 2003: Martin H. Greenberg e Anne Rice
- 2004: Michael Moorcock
- 2005: Peter Straub
- 2006: Thomas Harris
- 2007: John Carpenter e Robert Weinberg
- 2008: F. Paul Wilson e Chelsea Quinn Yarbro
- 2009: Brian Lumley e William F. Nolan
- 2010: Ellen Datlow e Al Feldstein
- 2011: Joe R. Lansdale e Rick Hautala
- 2012: Robert McCammon e Clive Barker
- 2013: Stephen Jones e R. L. Stine
- 2014: Jack Ketchum e Tanith Lee
- 2015: Alan Moore e George A. Romero
- 2016: Dennis Etchison e Thomas F. Monteleone
- 2017: Linda Addison
- 2018: Graham Masterton
- 2019: Thomas Ligotti e Owl Goingback
- 2020: Carol J. Clover, Jewelle Gomez e Marge Simon
- 2021: Jo Fletcher, Nancy Holder e Koji Suzuki